# Бар (Горња Саона)
Бар (фр. Barre) насеље је и општина у источној Француској у региону Франш-Конте, у департману Горња Саона која припада префектури Везул.
По подацима из 2011. године у општини је живело 108 становника, а густина насељености је износила 55,96 становника/km². Општина се простире на површини од 1,93 km². Налази се на средњој надморској висини од 210 метара (максималној 282 m, а минималној 227 m).

## Демографија
| 1962. | 1968. | 1975. | 1982. | 1990. | 1999. | 2011. |
| ----- | ----- | ----- | ----- | ----- | ----- | ----- |
| 73    | 62    | 49    | 63    | 51    | 61    | 108   |

График промене броја становника у току последњих година